# Galerie Florence Loewy
La Galerie Florence Loewy est une galerie d'art contemporain et une librairie fondée à Paris en 1989.

## La galerie
Après une première adresse dans le 14e arrondissement de Paris, Florence Loewy installe sa librairie-galerie dans le Marais en 2000, près de la rue de Turenne et du Musée Picasso, au 9-11 rue de Thorigny, dans le 3e arrondissement. 
La galerie était auparavant organisée grâce aux bibliothèques de bois conçues spécialement par le duo d'architectes Jakob+MacFarlane. Depuis, l'espace a été ré-aménagé en 2017 en transformant le plus grand espace en galerie et avec un espace Librairie plus restreint.

## Florence Loewy
Florence Loewy est une libraire et galeriste spécialiste de Livre d’artiste contemporain, parfois même éditrice en publiant sous son nom d'artiste depuis une vingtaine d'années. Après une licence d'histoire de l'art à la sorbonne, et un stage à la librairie Printed Matter à New York en 1986, expérience essentielle dans sa découverte du livre d'artiste contemporain, elle fonde sa galerie en 1989 et installe à l'origine la librairie avenue René Coty à Paris, promeut le Livre d’artiste, et organise des expositions d’artistes émergents.

## Famille
Alexandre Loewy, né en 1906 à Timisoara, père de Florence Loewy, fut libraire de 1930 à 1986. Florence Loewy a travaillé avec lui dès ses 18 ans. Il était considéré comme l'un des meilleurs de son époque. Un ouvrage lui sera dédié; "Un libraire dans le siècle, Alexandre Loewy (1906-1995)". Il a collaboré avec les plus grands artistes de son temps, et était spécialisé dans les livres illustrés par de grands artistes du XXe siècle.

## Événements
Florence Loewy a co-fondé avec Rik Gadella le salon "Artistbook International" en 1994, dont la première édition s'est tenue à l'Intercontinental à Paris. 
Florence Loewy participe à la Fiac en 2004 pour la première fois et aux éditions de 2011 à celle de 2019 sans interruption. Elle participe notamment à "Editions & Artists Books Fair 04" la même année, à "Paris Photo" à deux reprises, et aux éditions de 2018 et de 2019 du salon Bienvenue.

## Expositions de la galerie et de la librairie
La galerie a réalisé un grand nombre d'expositions avec des artistes français et étrangers. Notamment General Idea (2001), Harvey Benge (2003), Yves Chaudouët (2004), Hans-Peter Feldmann (2005), Taroop & Glabel (2006), Anne-Laure Sacriste, Éric Tabuchi (2009), Jérémie Gindre (2013), Muriel Leray et Elsa Werth, (2014), Sara MacKillop (2015), Jean-Michel Alberola, Francesc Ruiz (2016), Dan Walsh, Batia Suter (2017), Ian Hamilton Finlay, Claude Closky (2018), William Wegman, Andreas Fogarasi (2019), Christian Boltanski, Jonathan Monk (2020)…